# Eduard Berzin
Eduard Berzin (ros. Эдуа́рд Петро́вич Бе́рзин, łot. Eduards Bērziņš, ur. 19 lutego 1894 w powiecie wolmarskim w guberni inflanckiej, zm. 1 sierpnia 1938) – funkcjonariusz radzieckich służb specjalnych, jeden z organizatorów łagrów na Kołymie.

## Życiorys
Urodził się w łotewskiej rodzinie chłopskiej. W 1899 wraz z rodziną przeniósł się na przedmieścia Rygi, gdzie uczył się w szkole miejskiej, a od 1906 uczył się malarstwa, od 1910 do 1913 uczył się w królewskiej szkole artystycznej w Berlinie. Od stycznia 1915 jako żołnierz pułku strzelców łotewskich brał udział w I wojnie światowej, za co był dwukrotnie odznaczony, w 1917 został chorążym. Na początku 1918 brał udział w formowaniu 1 lekkiego dywizjonu radzieckiej Dywizji Strzelców Łotewskich, którego został dowódcą, w lipcu 1918 wziął udział w likwidacji powstania lewicowych eserowców w Moskwie i ujawnieniu roli angielskiego dziennikarza Roberta Lockharta, a pod koniec 1918 w walkach z białymi na Froncie Zachodnim, Południowo-Zachodnim i Wschodnim wojny domowej w Rosji. W październiku 1919 został szefem zaopatrzenia radzieckiej Dywizji Strzelców Łotewskich, we wrześniu 1920 wrócił do Moskwy, gdzie od listopada 1921 był pracownikiem Zarządu Rejestracyjnego Sztabu Polowego Armii Czerwonej, a od lutego 1921 pracował w Wydziale Specjalnym Czeki, następnie GPU. W 1927 mianowano go szefem budowy kombinatu celulozy i papieru OGPU na północnym Uralu, 14 listopada 1931 został dyrektorem trustu Dalstroj, w maju 1935 był komenderowany do Amsterdamu w celu zakupu parowca na potrzeby tego trustu. Był zarządcą systemu łagrów na Kołymie, kierował pracą więźniów, m.in. wydobyciem złota. W 1932 odznaczono go odznaką honorowego pracownika GPU, a 22 marca 1935 Orderem Lenina.
19 grudnia 1937 został aresztowany, później skazany na śmierć przez Wojskowe Kolegium Sądu Najwyższego ZSRR pod zarzutem zdrady Ojczyzny, szkodzenia państwowemu przemysłowi, dokonywanie aktów terrorystycznych i organizowanie działalności mającej na celu obalenie istniejącego ustroju i następnie rozstrzelany. Jego żonę Elzę aresztowano razem z nim i w 1938 skazano na 8 lat łagru. 4 lipca 1956 został pośmiertnie zrehabilitowany.